# ديفيد تومسون (سياسي أسترالي)
ديفيد تومسون (بالإنجليزية: David Thomson)‏ هو سياسي أسترالي، ولد في 26 فبراير 1856 في أستراليا، وتوفي في 30 أكتوبر 1926. حزبياً، نشط في حزب العمال الأسترالي. وقد انتخب عضو مجلس النواب الأسترالي عن دائرة Division of Capricornia ‏ (16 ديسمبر 1903 – 12 ديسمبر 1906).